# 仙台小槌銀
仙台小槌銀（せんだいこづちぎん）とは、文久3年（1863年）に発行された銀貨であり、幕末期の地方貨幣の一種である。

## 概要

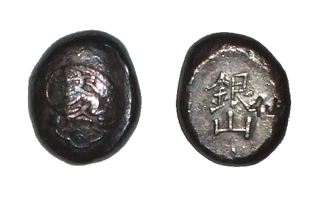
仙臺小槌銀

仙台小槌銀は楕円形粒状の形状で豆板銀を髣髴させるもので、縦6分（18ミリメートル）横5分（15ミリメートル）程度、量目（質量）は2.3匁前後（8～9グラム）であり、二朱通用との説もあるが、一分銀の量目に近く豆板銀と異なりほぼ一定であることから一分通用とも言われる。銀品位は不明であるが、かなり高品位であると推測され南鐐と呼ばれる上銀に近いものである。
表面には打出の小槌の模様の中央に「文久」の極印が打たれ、鋳造時期を表しているものと思われる。裏面には中央に「銀山」の陽刻と右側に「仙」の陰刻極印が打たれ、仙台藩のものであることを意味するが、銀山については鋳造地を示すものと考えられているものの何処の鉱山であるかは特定されていない。
大量に製造された形跡が確認されておらず、打出の小槌の模様があり貨幣としては手の込んだつくりであることから、流通目的よりはむしろ祝鋳的銀貨であるとの見方が大勢を占めている。現存するものは磨耗がほとんど見られず、ほとんど流通していないことを示唆しているが、依然として、発行目的などが未解明の貨幣の一つである。
発行は文久3年と考えられるが、小槌の両側に「二」の文字が配置されていることから文久2年（1862年）とする説もある。また量目が二匁であることを表すともいわれるが、実際には2匁よりやや過大である。